# Bruce Robertson (Ruderer)
Bruce D. Robertson (* 17. Juni 1962 in Calgary) ist ein ehemaliger kanadischer Ruderer.
Der 1,98 m große Robertson begann erst 1984 mit dem Rudersport. Bereits 1986 nahm er mit dem kanadischen Vierer mit Steuermann an den Weltmeisterschaften teil und belegte den siebten Platz. Bei den Commonwealth Games 1986 erreichte der Vierer das Finale. 1987 ruderte er mit dem Achter bei den Panamerikanischen Spielen, 1988 belegte er mit dem Vierer ohne Steuermann den elften Platz bei den Olympischen Spielen. Nach einem zehnten Platz im gesteuerten Vierer bei den Weltmeisterschaften 1989 wechselte er in den kanadischen Achter.
Bei den Weltmeisterschaften 1990 siegte der Deutschland-Achter vor dem kanadischen Achter in der Besetzung Darren Barber, Andrew Crosby, Robert Marland, Derek Porter, Michael Rascher, Bruce Robertson, Brian Saunderson, John Wallace und Steuermann Terrence Paul. Auch bei den Weltmeisterschaften 1991 siegten die Deutschen vor den Kanadiern, bei denen Don Telfer für Brian Saunderson im Boot saß. Bei der olympischen Regatta 1992 in Barcelona trat der kanadische Achter mit Michael Forgeron für Don Telfer an. Die Kanadier gewannen den ersten Vorlauf und belegten im ersten Halbfinale den zweiten Platz hinter den Rumänen. Im Finale siegten die Kanadier mit 14 Hundertstelsekunden Vorsprung vor den Rumänen, der Deutschlandachter erhielt die Bronzemedaille.
Nach dem Abschluss seines Studiums an der University of Victoria wechselte Robertson an die University of Oxford, wo er 1993 im Boat Race gegen Cambridge antrat und verlor. Robertson war nach seiner Karriere viele Jahre im kanadischen Ruderverband tätig.